# باول بيري (مدرب خيول)
باول بيري (بالإنجليزية: Paul Perry)‏ هو مدرب خيول أسترالي، ولد في 15 يوليو 1949 في نيوكاسل في أستراليا.